# A-LEX
『A-LEX』は、ブラジルのヘヴィメタル・バンド、セパルトゥラが2009年に発表した11作目のスタジオ・アルバム。ジーン・ドラベラ加入後としては初のアルバムに当たる。

## 背景
アンソニー・バージェスの小説『時計じかけのオレンジ』にインスパイアされたコンセプト・アルバムである。タイトルの『A-Lex』とは"no law"を意味する言葉で、『時計じかけのオレンジ』の主人公アレックスに引っ掛けている。また、収録曲「ルードリヒ・ヴァン」は、作中にも登場したルートヴィヒ・ヴァン・ベートーヴェンの『交響曲第九番』を元にしている。
ギタリストのアンドレアス・キッサーは、元々はスタンリー・キューブリックが監督した映画版の大ファンで、バージェスの原作は本作の制作時まで読んでいなかったが、最終的には「映画も偉大だけど原作は更に強力だから、俺達は映画版よりも原作の方から強い影響を受けた」とのことである。なお、音楽ジャーナリストのChad Bowarは、本作のストーリーに関して「最初の3パートは映画の筋に沿っており、最後のパートは原作から取られている」と分析している。
サンパウロのTrama Studiosでレコーディングされ、ミキシングはサンパウロのMega Studiosで行われた。

## 反響・評価
バンドの母国ブラジルでは、リリースから1週間で5千枚を売り上げた。アメリカでは、総合アルバム・チャートのBillboard 200には入っていないが、『ビルボード』のインディペンデント・アルバム・チャートでは48位を記録した。
アレックス・ヘンダーソンはオールミュージックにおいて5点満点中4点を付け「バンドのパーソネルの変更はネガティヴな影響をもたらすこともあるが、セパルトゥラは長年にわたって生命力を保ち続け、この優れた『A-LEX』においても生命力は健在だ」と評している。一方、Chad BowarはAbout.comにおいて5点満点中3.5点を付け、バンド・サウンドやデリック・グリーンのボーカルを高く評価しながらも、ソングライティング面での完成度は前スタジオ・アルバム『ダンテ XXI』（2006年）に及ばないと評し、また、「ルードリヒ・ヴァン」に関して「コンセプト的にはアルバムの物語と合っているが、音楽的には失敗だ」と評している。

## 収録曲
特記なき楽曲は作詞：アンドレアス・キッサー、デリック・グリーン／作曲：アンドレアス・キッサー、ジーン・ドラベラ、デリック・グリーン。
1. A-Lex I - "A-Lex I" - 1:54
  - 作曲：アンドレアス・キッサー、ジーン・ドラベラ、デリック・グリーン
2. モロコ・メスト - "Moloko Mesto" - 2:09
3. フィルシー・ロット - "Filthy Rot" - 2:46
4. ウィーヴ・ロスト・ユー! - "We've Lost You!" - 4:13
5. ホワット・アイ・ドゥ! - "What I Do!" - 2:01
6. A-Lex II - "A-Lex II" - 2:18
  - 作曲：アンドレアス・キッサー、ジーン・ドラベラ、デリック・グリーン
7. トリートメント - "The Treatment" - 3:23
8. メタモルフォシス - "Metamorphosis" - 3:01
9. サディスティック・ヴァリューズ - "Sadistic Values" - 6:50
10. フォースフル・ビヘイヴィアー - "Forceful Behavior" - 2:27
11. コンフォーム - "Conform" - 1:54
12. A-Lex III - "A-Lex III" - 2:03
  - 作曲：アンドレアス・キッサー、ジーン・ドラベラ、デリック・グリーン
13. エクスペリメント - "The Experiment" - 3:28
14. ストライク - "Strike" - 3:40
15. イナフ・セッド - "Enough Said" - 1:36
16. ルードリヒ・ヴァン - "Ludwig Van" - 5:30
  - 作曲：ルートヴィヒ・ヴァン・ベートーヴェン／編曲：アンドレアス・キッサー、ジーン・ドラベラ、Alexey Kurkdjian
17. A-Lex IV - "A-Lex IV" - 2:46
  - 作曲：アンドレアス・キッサー、ジーン・ドラベラ、デリック・グリーン
18. パラドックス - "Paradox" - 2:15
  - 作詞：アンドレアス・キッサー、デリック・グリーン、ルーカス・ケイター／作曲：アンドレアス・キッサー、ジーン・ドラベラ、デリック・グリーン

## 参加ミュージシャン
- デリック・グリーン - ボーカル
- アンドレアス・キッサー - ギター
- パウロJr. - ベース
- ジーン・ドラベラ - ドラムス、パーカッション

アディショナル・ミュージシャン
- Eduardo Queiroz - キーボード
- Alexey Kurkdjian - オーケストラ指揮